# Megalodicopia hians
Megalodicopia hians là một loài trong phân ngành Sống đuôi. Đây là một loài ăn thịt biển sâu, sống neo dọc theo đáy biển, chờ đợi cho động vật nhỏ trôi dạt hoặc lọt vào trong vòm miệng rộng như mui xe của nó. Miệng khổng lồ sẽ nhanh chóng đóng sập khi một con vật nhỏ trôi bên trong.